# Hejnummästaren
Hejnummästaren är ett anonymnamn för gotländsk träskulptör, verksam  vid mitten av 1200-talet. 
Hejnummästaren har fått sitt namn efter en madonnabild från Hejnums kyrka som numera finns deponerad i Gotlands fornsal. Man antar att han var verksam en kort tid före och till mitten av 1200-talet och att han var lärjunge till Tingstädemästaren. Madonnabilden på Gotlands fornsal visar hur Maria sitter med Jesusbarnet på en drake och man har gjort vissa jämförelser med den berömda portalskulpturen av Maria i Freiberg. Man har även spårat vissa drag av Hejnummästaren i triumfkrucifixet från Hablingbo kyrka. 